# Иль-Ронд
Иль-Ронд (фр. Île Ronde), или Раунд-Айленд (англ. Round Island), известный также как остров Круглый — небольшой необитаемый остров в Индийском океане в архипелаге Маскаренские острова, расположенный в 22,5 км северо-восточнее острова Маврикий. Площадь острова составляет всего 1,69 км² (по другим данным 2,19 км²). Принадлежит Республике Маврикий. С 1957 года остров является природным заповедником и доступ к нему строго запрещён для всех, кроме уполномоченных исследователей и управленческого персонала. Заповедник управляется совместно Службой национальных парков и сохранения природы (National Parks and Conservation Service) и Маврикийским фондом дикой природы. Организацией BirdLife International признан одной из ключевых орнитологических территорий.

## География

### Расположение
Остров Иль-Ронд расположен в западной части Индийского океана в архипелаге Маскаренские острова, является одним из шести небольших островков, расположенных немного севернее острова Маврикий. Он находится в 22,5 км на северо-восток от северной оконечности Маврикия. Его географические координаты 19° 51’ 04,2" южной широты и 57° 47’ 14,7" восточной долготы. Ближайшим к Иль-Ронду является ещё более мелкий остров Иль-о-Серпо (Серпент-Айленд), расположенный примерно в 2,6 км северо-восточнее. Официально площадь острова Иль-Ронд составляет 1,69 км² (169 гектаров), хотя при определении по цифровым картам было установлено, что его площадь составляет 219 га. Вопреки своему названию («Иль-Ронд» в переводе с французского и «Раунд-Айленд» с английского означает «Круглый остров») остров имеет не круглую, а скорее полукруглую форму.

### Геология
Остров Иль-Ронд имеет вулканическое происхождение, его возраст, вероятно, составляет 25 000—100 000 лет, то есть он значительно моложе большинства вулканических гор Маврикия. Иль-Ронд представляет собой базальтовый вулканический конус высотой 280 м над уровнем моря (наивысшая точка острова находится почти в его центре), с крутыми склонами, которые имеют уклон в среднем 10—15° в нижних двух третях острова и 20—25° в верхней трети. Кратер, который был прорван и частично разрушен волнами с юго-востока, образует восточную сторону острова, где средний уклон составляет около 30°. На юго-западе острова есть две отличающиеся от остального рельефа ровные зоны, напоминающие вертолётные площадки.
Скала по всему острову состоит из последовательных слоёв сплавленного туфа, образованного из отложений вулканического пепла с некоторыми крупными выбросами, в основном покрытыми шлаком, но содержащими несколько крупных валунов из твёрдого базальта. На вершине острова находятся несколько состоящих из карбоната кальция валунов, а вдоль расщелин в скале можно найти кварц. Туфовые пласты круто спадают к морю со всех сторон острова.
Очень активны выветривание и эрозия породы от ветра и воды, в результате которых в перекрывающихся слоях пепла были вырезаны многочисленные пещеристые выступы, ступени, пьедесталы и другие причудливые формы. Наводнения во время сильных ливней прорезали по всему острову овраги, которые становятся глубже по мере приближения к береговой линии. На северо-западе эти овраги простираются ниже уровня моря. Северная оконечность острова представляет собой смесь узких уступов и очень крутых склонов и отвесных утёсов высотой 50—100 м, ограничивающих большую часть береговой линии. Считается, что во время последнего оледенения, когда уровень моря был ниже, остров Иль-Ронд и все остальные северные островки были связаны с Маврикием.

### Почва
Записи девятнадцатого века показывают, что некоторые части острова были покрыты богатым и глубоким слоем почвы, в то время как другие части были бесплодны, особенно на юго-востоке, который более подвержен воздействию пассатов. По сообщениям исследователей того времени, на большей части острова было достаточно почвы для роста местных пальм.
В настоящее время бо́льшая часть острова Иль-Ронд лишена почвы из-за выветривания, вызванного ветром и водой, значительно усугублённого уничтожением растительности завезёнными человеком козами и кроликами (Oryctolagus cuniculus). Большинство имеющихся на острове почв представляют собой супеси с относительно однородной структурой. Почва имеет слабую структуру и очень слабый профиль. Почвы Иль-Ронда подразделяются на два типа: каменные лептосоли на западном склоне и дистрические лептосоли с компонентами дистрического регозоля, встречающиеся в основном на южном отроге. Почвы Иль-Ронда в основном кислые, особенно на участках, на которых расположены норы клинохвостых буревестников, где pH почвы составляет всего 5,0. Уровни фосфора высокие, а азота низкие. Процентное содержание органического вещества в среднем составляет чуть более 5 %, но оно очень варьируется. Похоже, что недостатков в ключевых элементах, необходимых для роста растений, нет.
Глубина почвы значительно варьируется; в защищённых местах глубина почвы может достигать 30 см, но обычно от 11 до 30 см. Некоторые из самых глубоких почв находятся в овраге Старого лагеря на юго-западе острова, где они часто достигают глубины 60 см. На большинстве участков острова, где есть почва, она очень неглубокая, в среднем около 5 см в глубину.

### Климат
Иль-Ронд находится в тропической зоне Индийского океана, несколько севернее Южного тропика. С июня по ноябрь на острове длится менее муссонный и относительно более сухой сезон, особенно засушливый с сентября по ноябрь, в это время часто бывают засухи. С декабря по май длится влажный сезон, являющийся сезоном муссонов и тропических циклонов. Наиболее влажным является период с декабря по март. Циклоны со скоростью ветра более 250 км/ч обычно сопровождаются проливными дождями. Западная, подветренная сторона — самая жаркая и сухая часть острова, в то время как восточная, самая высокая, и южные и юго-восточные склоны, которые находятся под влиянием юго-восточного пассата, более прохладные и влажные. Верхние юго-восточные склоны острова иногда покрыты облаками, особенно летом. На острове Иль-Ронд нет метеорологических станций, которые могли бы предоставить точные данные о погоде на острове.

### Гидрология
Большие волны открытого океана вокруг берегов острова вызывают большое количество солёных брызг по всему острову. Из-за пористой породы, крутых склонов и оврагов вода практически не скапливается, за исключением небольших недолговечных луж. Во время сильных дождей случаются внезапные наводнения.

## Флора
Раньше, до интродукции человеком в XIX веке на остров чужеродных травоядных животных, преобладающим типом растительности на Иль-Ронде были пальмовые и другие лиственные леса. В настоящее время растительность на острове представлена сообществом маврикийской пальмовой саванны, которая доминирует на западной стороне острова, а также лугами и пересаженными кустарниками и деревьями. Раньше такая пальмовая саванна доминировала в засушливых низменных прибрежных районах на севере и западе Маврикия, когда-то, до поднятия уровня мирового океана в конце ледникового периода, она, вероятно, простиралась от него до Иль-Ронда. Сейчас на Иль-Ронде находится самый большой на Маскаренских островах сохранившийся участок такой пальмовой саванны. На острове сохранились также последние остатки пальмового леса, когда-то характерного для северных равнин Маврикия. Всего на острове Иль-Ронд выделяют 7 основных типов растительности: закрытый пальмовый лес, открытый пальмовый лес, смешанное сообщество инвазивных видов, богатое травами сообщество инвазивных видов, сообщество каменных плит, сообщество «вертолётных площадок» и сообщество вершины. Каждое из этих сообществ содержит виды, находящиеся под угрозой полного исчезновения, но, пожалуй, наиболее известными являются закрытый и открытый пальмовый лес, в котором доминируют три маврикийских эндемичных вида, считающихся находящимися под угрозой исчезновения либо из-за их низкой абсолютной численности, либо из-за ограниченного количества популяций на Маскаренских островах в целом.

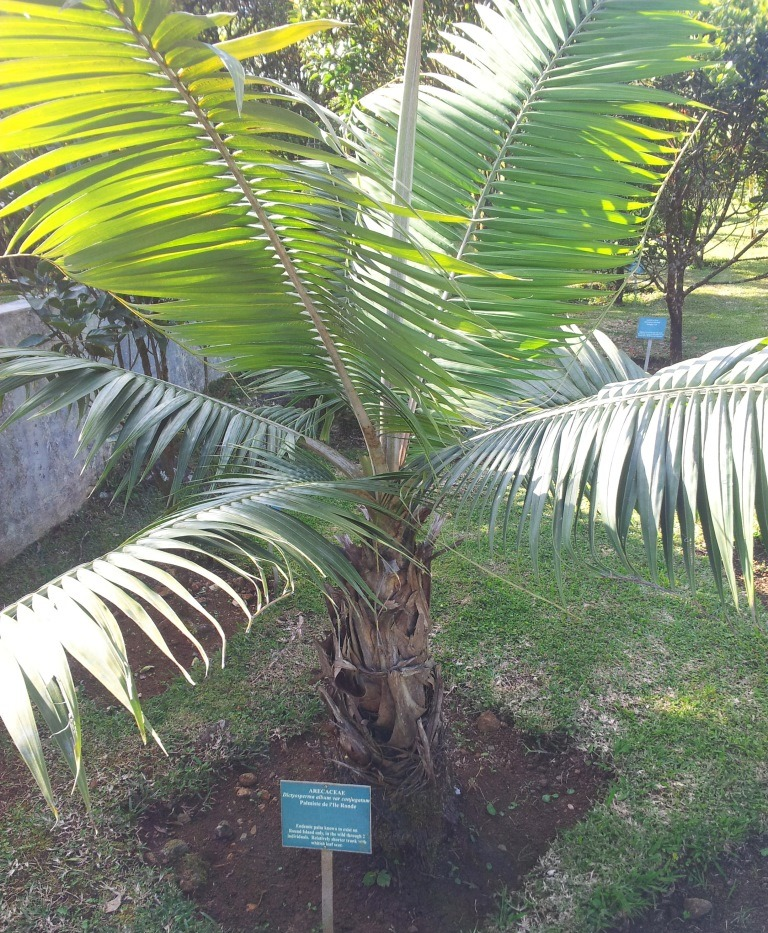
Dictyosperma album var. conjugatum

Единственная оставшаяся на Иль-Ронде особь пальмы Dictyosperma album var. conjugatum — последняя известная дикорастущая особь этой разновидности. Были предприняты успешные попытки спасения этой разновидности от полного исчезновения. В 1990 году были собраны жизнеспособные плоды с лежащего на юго-западном склоне дерева, погибшего после циклона Олланда в 1994 году. Из них были выращены 50 растений, которые были высажены на острове Иль-о-Эгрет, который теперь служит прибежищем для этой находящейся под угрозой исчезновения пальмы. Со временем персоналу Службы национальных парков и охраны природы удалось вырастить ещё более 250 растений этой разновидности пальм, однако точное их местонахождение неизвестно. Попытки вернуть дюжину этих растений на Иль-Ронд не увенчались успехом. Тем не менее, несколько особей из этого расплода были успешно интродуцированы на остров Иль-о-Эгрет.

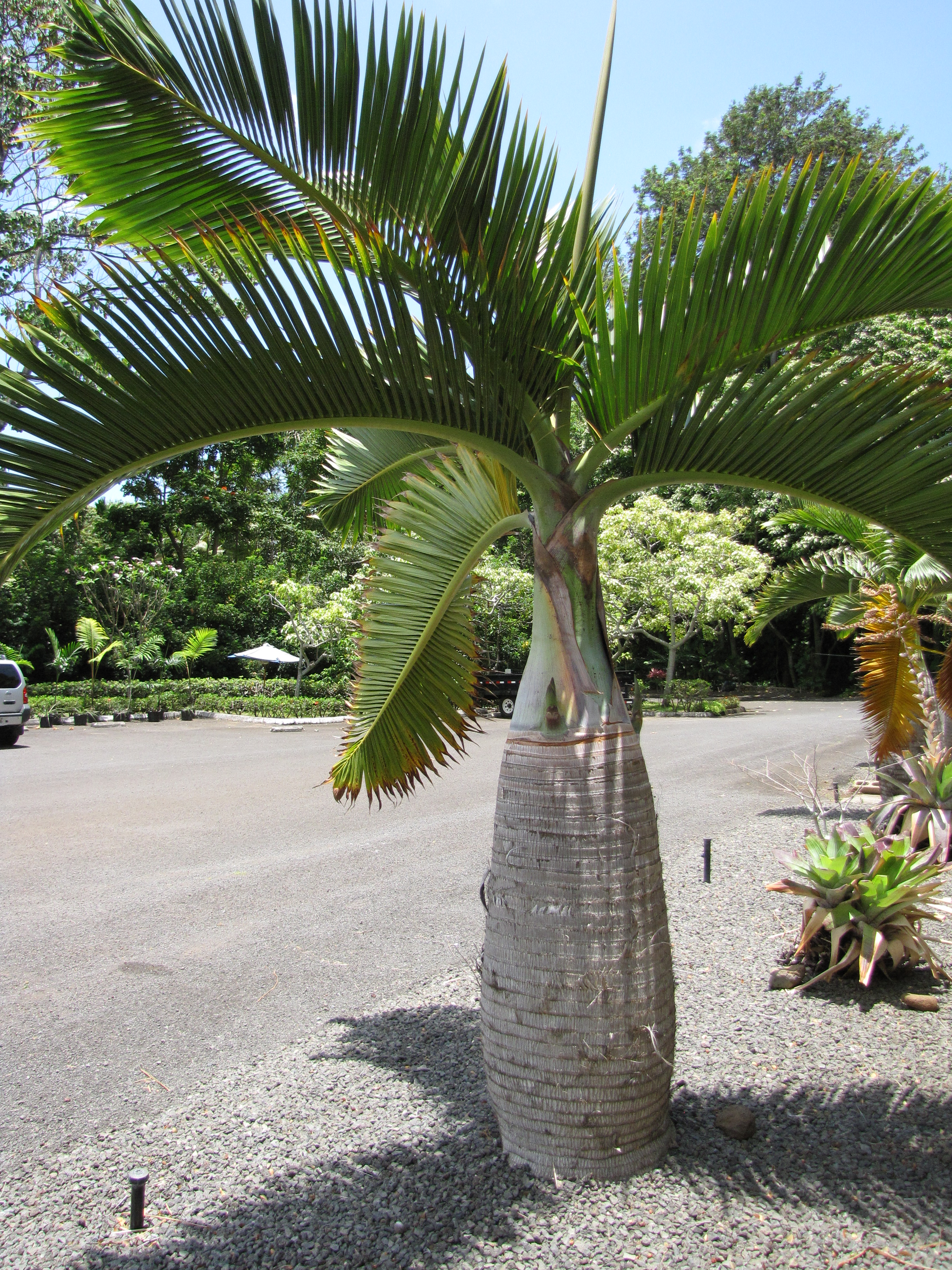
Hyophorbe lagenicaulis

Бутылочная пальма острова Иль-Ронд Hyophorbe lagenicaulis выращивается как декоративное растение на Маврикии и во многих местах в тропиках по всему миру. Происхождение этих особей неизвестно, последняя дикорастущая популяция этого вида встречается только на Иль-Ронде. К 1988 году количество этих бутылочных пальм на острове сократилось до восьми взрослых деревьев и шести молодых растений, которые уцелели, не будучи съеденными кроликами. Со временем несколько взрослых деревьев погибло и сохранилось только две особи из них. Однако высокий уровень пополнения популяции после уничтожения кроликов привёл к увеличению количества этих бутылочных пальм на Иль-Ронде. Некоторые из этих молодых растений в конце 1990-х годов начали давать плоды.
Пальма Latania loddigesii — самая распространённая пальма на острове, произрастающая на обширных территориях на западных и северных склонах. На Иль-Ронде произрастает самая большая популяция этого вида пальм на Маврикии. Пополнение популяции молодыми растениями значительно увеличилось после истребления кроликов.
Самая большая сохранившаяся популяция Pandanus vandermeerschii, одного из десяти сохранившихся маврикийских эндемичных видов панданов, называемых вакоа, произрастает на острове Иль-Ронд. Как и Latania loddigesii, он считается находящимся под угрозой полного исчезновения из-за его ограниченного распространения. Количество растений этого вида также увеличилось после уничтожения кроликов.
Только два местных вида растений с твёрдой древесиной, Gagnebina pterocarpa и Fernelia buxifolia (которого сохранилась всего одна особь), всё ещё присутствовали на острове Иль-Ронд до начала активных восстановительных работ. Недавно на остров были успешно завезены несколько других видов растений с твёрдой древесиной.
Ещё одно из редких растений острова — это находящийся под угрозой исчезновения Lomatophyllum tormentorii. Этот вид известен только в двух местах: на острове Иль-Ронд, где он не является обычным видом, и на острове Кон-де-Мир, где он широко распространён. После уничтожения кроликов он начал медленно распространяться по Иль-Ронду.
Ранее известное также на Маврикии и Родригесе мелкое стелющееся растение Aerva congesta теперь встречается только на острове Иль-Ронд. Вокруг двух равнин на юго-западе острова произрастает около 100 растений. Похоже, что усиление растительного покрова, особенно видом Ipomoea pes-caprae ssp. brasiliensis, может угрожать этим растениям. Этот вид был успешно размножен на острове Иль-о-Эгрет для создания его естественного генетического фонда и для реинтродукции на остров Иль-Ронд.
Среди других редких растений острова Chloris filiformis, Vetiveria arguta, Phyllanthus revaughanii, Selaginella barklyi, Asparagus umbellulatus и Dichondra repens. Хотя эти виды встречаются и в других местах, их популяции на Иль-Ронде имеют важное значение, поскольку они генетически могут отличаться от остальных. Большинству из них также угрожает распространение инвазивной растительности на острове.
Первый полный список видов растений острова Иль-Ронд был составлен в 1975 году экспедицией Эдинбургского университета, в ходе которой было зарегистрировано 43 вида. В 1986 году было отмечено уже 55 видов, а в 1993 году — 60 видов. На 2010 год на острове насчитывалось 114 видов растений, из которых по меньшей мере 38 завезённых и только примерно 70 являются достоверно или предположительно местными (из них 31 вид считается эндемичным, 22 вида распространены и на других Маскаренских островах). Это увеличение количества видов объясняется растущим числом инвазивных видов и интродукцией или реинтродукцией коренных видов. Некоторые недавно появившиеся инвазивные растения, такие как лантана сводчатая (Lantana camara), хромолена душистая (Chromolaena odorata) и Mikania micrantha из Северной и Южной Америки, могут стать опасными видами-колонизаторами. Их искоренение считается одной из приоритетных мер по сохранению коренной флоры острова.
Растительные сообщества острова Иль-Ронд сохранили широкий спектр своих первоначальных элементов, хотя они были серьёзно изменены с 1800-х годов и находились под угрозой со стороны завезённых травоядных животных. К счастью, острова не достигли высокоинвазивные виды древесных растений. Однако после уничтожения коз и кроликов уже имеющиеся травянистые инвазивные виды заняли большие площади острова.

## Фауна

### Птицы

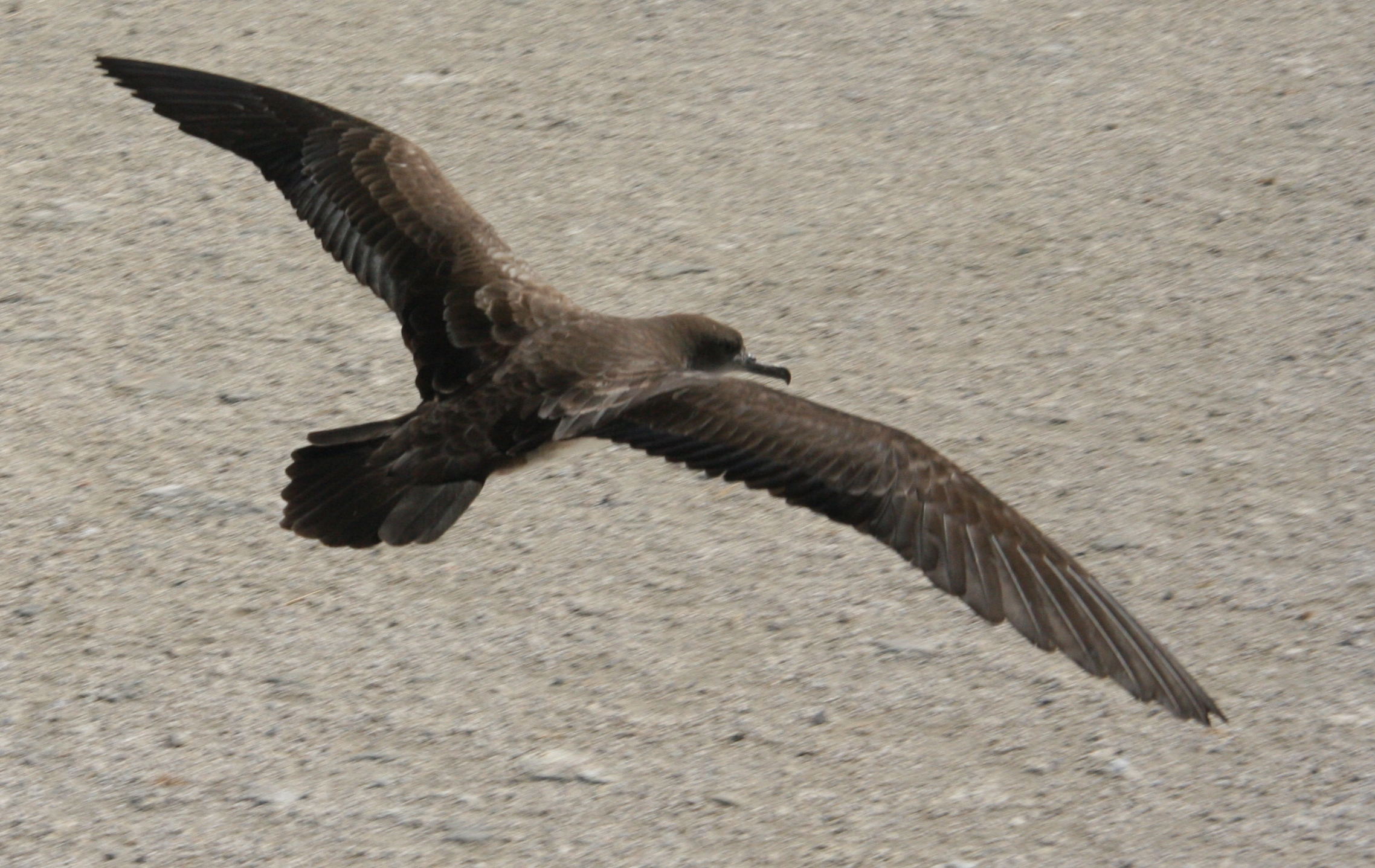
Клинохвостый буревестник (Ardenna pacifica)

Международной организацией BirdLife International остров Иль-Ронд признан одной из ключевых орнитологических территорий всемирного значения. На Иль-Ронде обитает большое количество морских птиц — по меньшей мере от 100 до 500 тысяч особей, в основном клинохвостых буревестников (Ardenna pacifica chlororhyncha), которых здесь от 40 до 80 тысяч размножающихся пар. На этом острове находится самая большая на Маскаренских островах колония этих буревестников, гнездящихся в норах. На Иль-Ронде находится единственная в Индийском океане гнездящаяся колония тринидадского тайфунника (Pterodroma arminjoniana). Гнездится на Иль-Ронде также кермадекский тайфунник (Pterodroma neglecta). Другие виды буревестниковых птиц, наблюдающиеся в последнее время на острове Иль-Ронд (размножающиеся, пытающиеся размножаться или занимающие типичных для них гнездовые участки), — это тайфунник Баро (Pterodroma baraui), Pterodroma nigripennis, Puffinus lherminieri bailloni, малый буревестник (Puffinus assimilis), толстоклювый буревестник (Ardenna carneipes), тайфунник Бульвера (Bulweria bulwerii), тайфунник Pterodroma heraldica и белошейный тайфунник (Pterodroma cervicalis). Представители этих видов встречаются на Иль-Ронде в небольшом количестве. Например, тайфунников Pterodroma heraldica на острове около 400 размножающихся пар. Тайфунник Бульвера также гнездится здесь, тайфунников Pterodroma nigripennis находили в норах, однако размножение этих двух видов на Иль-Ронде требует дальнейшего подтверждения. Тайфунника Баро наблюдали всего один или два раза, когда он случайно залетал на остров, постоянной его популяции здесь нет. Кроме того, здесь обитает так называемый тайфунник острова Иль-Ронд, таксономическое положение которого остаётся не определённым. По-видимому, он является гибридом трёх видов тайфунников — тринидадского, кермадекского и тайфунника Pterodroma heraldica, явные промежуточные формы которых наблюдаются на этом острове. Тайфунников острова Иль-Ронд 150—200 размножающихся пар. На Иль-Ронде находятся самые большие на Маскаренских островах колонии краснохвостых (Phaethon rubricauda) и белохвостых фаэтонов (Phaethon lepturus) — от 500 до 700 размножающихся пар первого и от 500 до 1000 пар второго (по другим данным 1000—2000 и 750—1500 соответственно).
Кроме того, на Иль-Ронде в небольшом количестве гнездится зелёная кваква (Butorides striatus), замечали на острове капского стрижа (Apus barbatus).

### Пресмыкающиеся
Относительная изолированность и труднодоступность острова Иль-Ронд способствовали сохранению его аборигенной фауны пресмыкающихся. Эти рептилии когда-то обитали и на самом острове Маврикий, но были истреблены завезёнными туда крысами и хищными млекопитающими. До середины XIX века на острове обитало по меньшей мере девять или десять видов пресмыкающихся: шесть видов ящериц, два вида змей и один или два вида черепах. Змеи на острове были представлены только видами семейства маскаренских удавов (Bolyeriidae). Это маленькое, всего из двух видов, семейство эндемично для Маврикия и близлежащих островов. До второй половины XX века оба вида этого семейства встречались на Иль-Ронде, который стал их последним прибежищем, так как в других местах они к тому времени уже исчезли. Однако один из видов этих удавов в 1970-х годах и здесь тоже вымер. Черепах на острове было один или два вида, также маскаренских эндемика. Это были крупные сухопутные черепахи из рода Geochelone. К середине XIX века все они полностью вымерли. Последний раз их видели на острове в 1846 году.
В настоящее время на острове Иль-Ронд обитает семь видов рептилий — шесть видов ящериц и один вид змей, шесть из них являются эндемиками Маврикия и близлежащих островов. Ящерицы на острове представлены тремя видами гекконов и тремя видами сцинков. Дневной геккон Гюнтера (Phelsuma guentheri), самая крупная, до 28 см в длину, ящерица на острове, первоначально обитал и на Маврикии, но во второй половине XIX века был там истреблён завезёнными крысами и кошками. В настоящее время встречается только на Иль-Ронде, обитает преимущественно в пальмовом лесу, где держится на деревьях, активен круглосуточно. В 2011 году этих ящериц на острове было примерно 2300 особей. На острове Иль-Ронд обитает эндемичный подвид змеиноостровного геккона — Nactus serpensinsula durrellorum, который некоторые исследователи выделяют в отдельный вид Nactus durrellorum. Эти мелкие, около 9 см в длину, ящерицы встречаются по всему острову, хотя наиболее многочисленны в пальмовом лесу, активны ночью, держатся на земле. Их на острове примерно 27 000 особей. Украшенный дневной геккон (Phelsuma ornata) также является эндемиком Маврикия и близлежащих островов, где широко распространён и достаточно многочисленен. Активен главным образом днём, держится на деревьях, поэтому наиболее обилен в лесу. Сцинк лейолописма Телфера (Leiolopisma telfairii) в прошлом также обитал и на Маврикии, но сейчас является эндемиком Иль-Ронда. Встречается по всему острову, чаще в пальмовом лесу, активен в основном днём, держится преимущественно на земле, но нередко бывает замечен и на деревьях, в кронах пальм и на отвесных скалах. На острове этих ящериц около 46 000 особей. Сцинк гонгиломорфус Бойера (Gongylomorphus bojerii) — ещё один эндемик Маврикия и его близлежащих островов, на самом Маврикии исчез и сейчас встречается только на нескольких островках, в том числе и на Иль-Ронде. Населяет многие биотопы острова, но наиболее многочисленен на травянистых участках с преобладанием Stenotaphrum dimidiatum, а также среди пальм. Держится преимущественно на земле, но может забираться и на скалы, деревья и кусты. Ещё один вид сцинков — скрытоглаз Буто (Cryptoblepharus boutonii) — единственный на Иль-Ронде вид рептилий, не являющийся маврикийским эндемиком, он широко распространён в западной части Индийского океана.
Древесный маскаренский удав (Casarea dussumieri) в настоящее время является единственным видом змей на Иль-Ронде. Он тоже когда-то был распространён на Маврикии и других близлежащих островах. Это небольшая, до 1,5 м в длину, неядовитая змея, ведущая ночной образ жизни. До недавнего времени на острове Иль-Ронд обитал небольшой, длиной до 1,8 м, удав многокилевая болиерия (Bolyeria multocarinata), который раньше также водился на Маврикии и других близлежащих островах, где в XIX веке также исчез и по крайней мере с 1880 года встречался только на Иль-Ронде. Однако к 1900-м годам он и здесь уже стал чрезвычайно редок, лишь три особи этого вида были найдены в 1935, 1953 и 1967 годах, несмотря на неоднократные поиски между двумя последними датами. Четвёртая и последняя особь была обнаружена в августе 1975 года. В настоящее время многокилевая болиерия считается полностью вымершей, поскольку с 1975 года, несмотря на интенсивные поиски, её больше ни разу не находили.

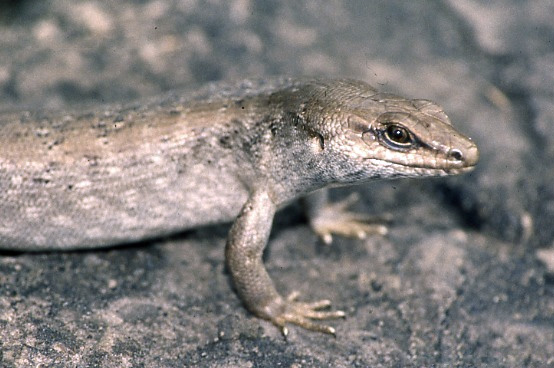
Лейолописма Телфера (Leiolopisma telfairii)
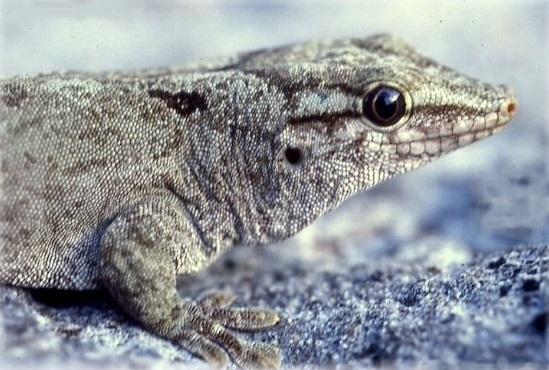
Дневной геккон Гюнтера (Phelsuma guentheri)
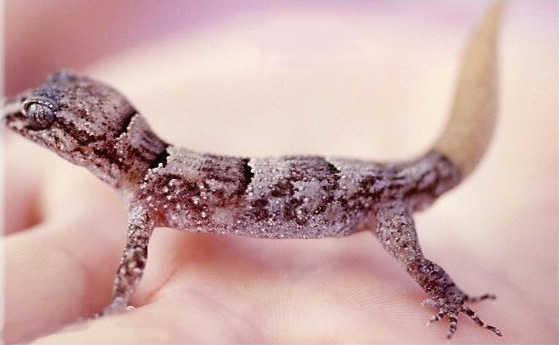
Змеиноостровной геккон (Nactus serpensinsula durrellorum)
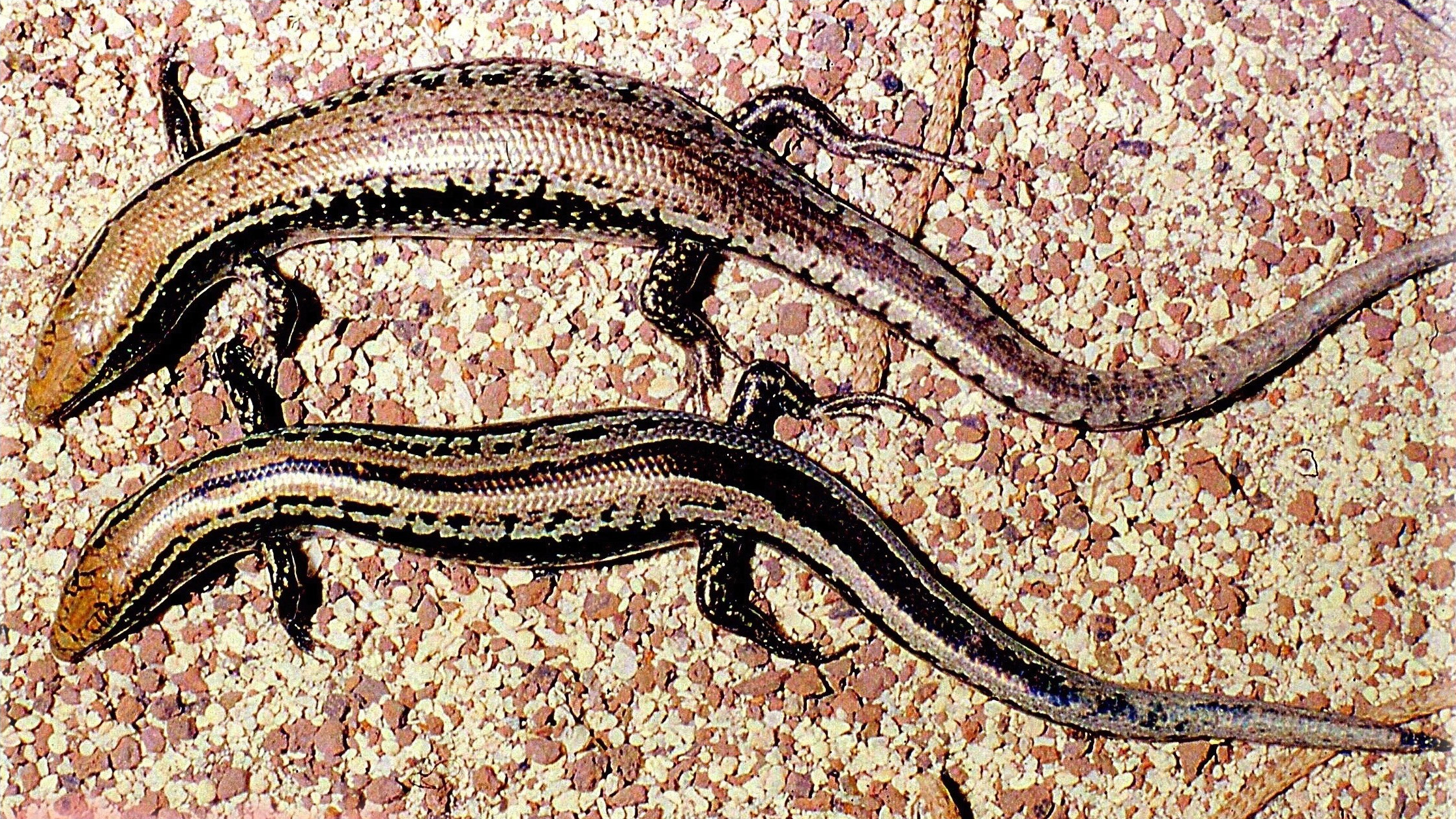
Гонгиломорфус Бойера (Gongylomorphus bojerii)
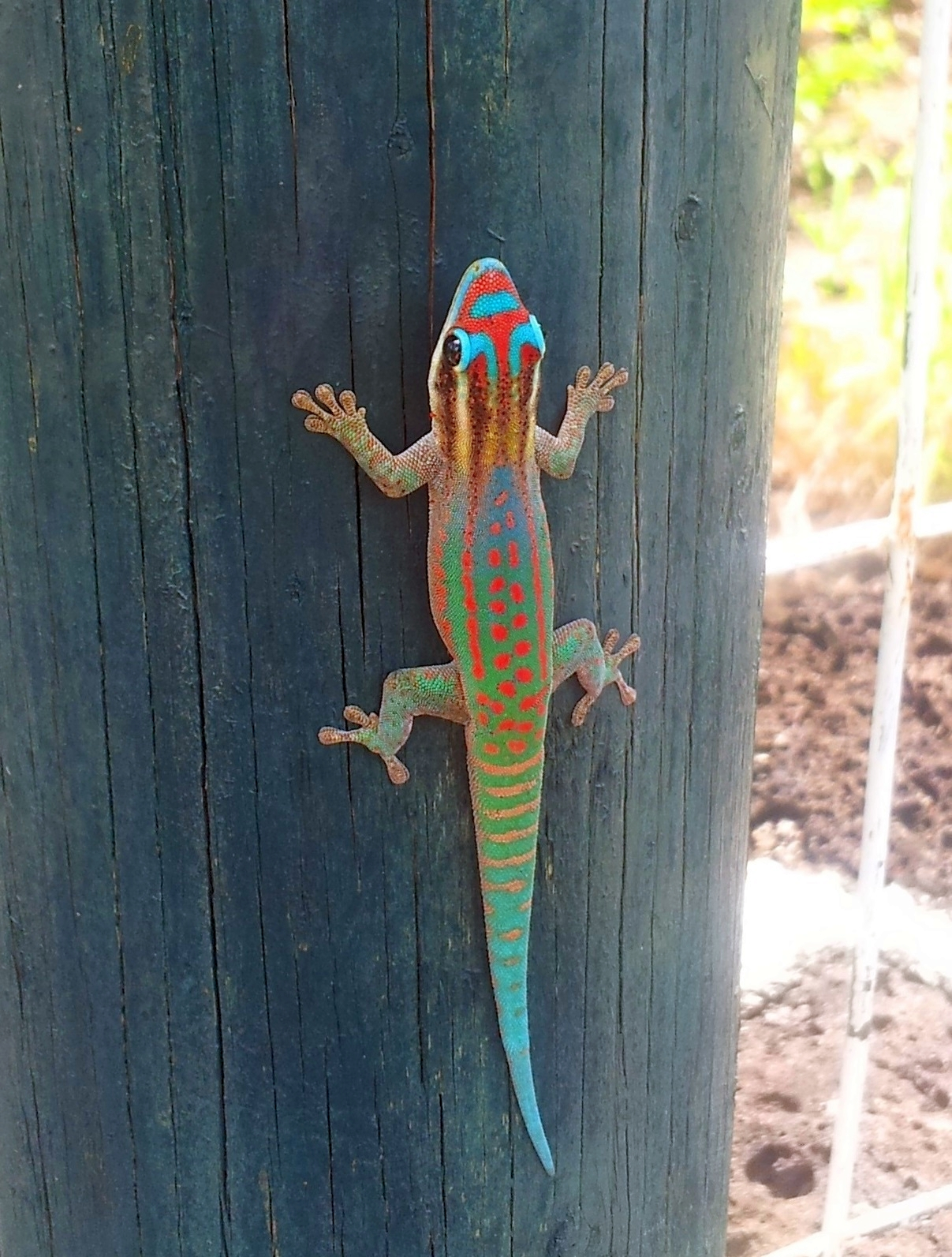
Украшенный дневной геккон (Phelsuma ornata)
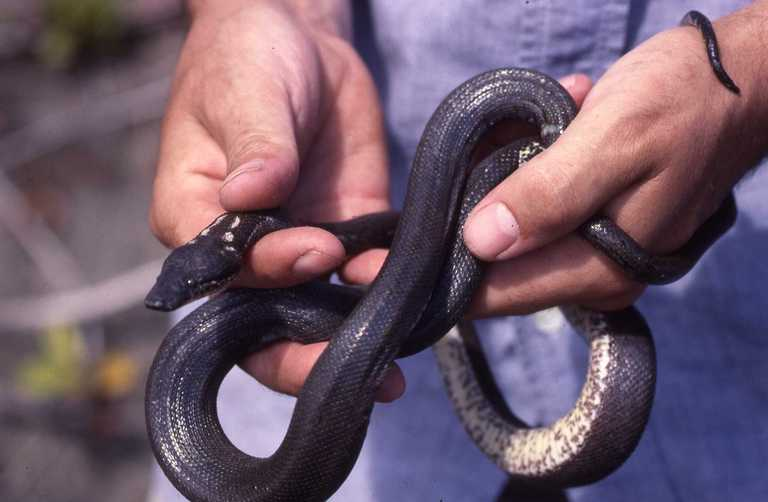
Древесный маскаренский удав (Casarea dussumieri)
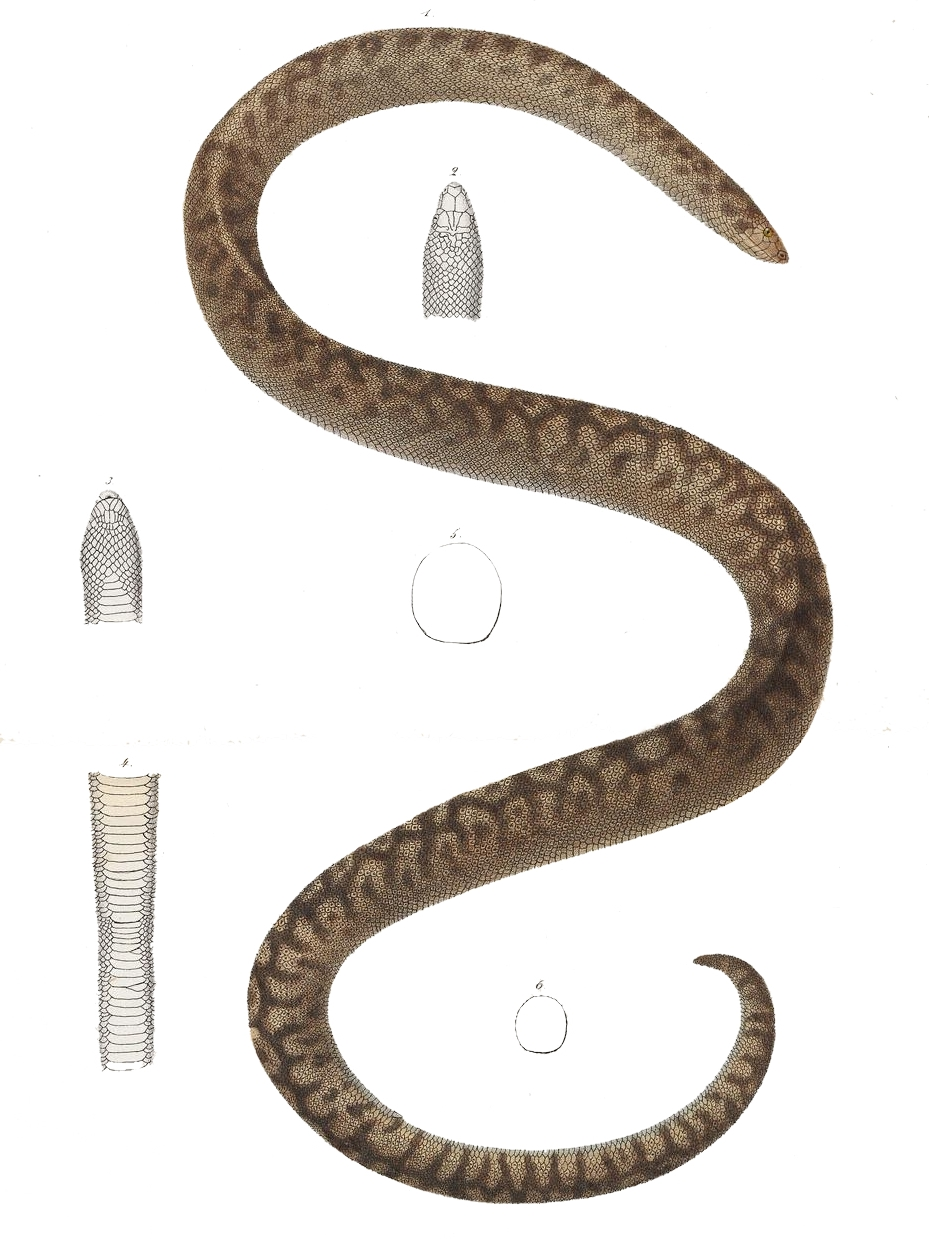
Многокилевая болиерия (Bolyeria multocarinata)

### Беспозвоночные
На острове Иль-Ронд было собрано несколько коллекций беспозвоночных. Экспедиции 1975, 1982, 1989, 1996 и 2003 годов изучали разнообразие беспозвоночных, которыми питаются рептилии острова. Однако собранные образцы были идентифицированы только до уровня отряда или семейства. Ранее, в 1873 году на Иль-Ронде также проводилось собирание беспозвоночных, в частности был найден единственный экземпляр примечательного жука из семейства чернотелок (Tenebrionidae). Этот жук очень похож на вид в настоящее время обитающий только на острове Фрегат в Сейшельском архипелаге.

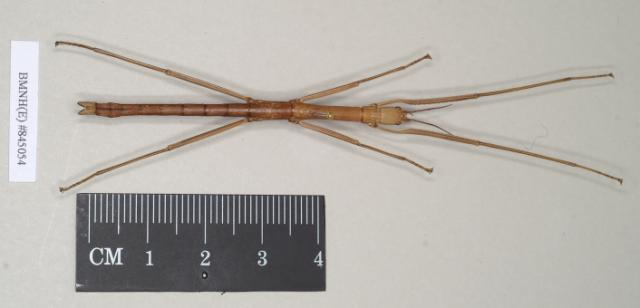
Apterograeffea marshallae

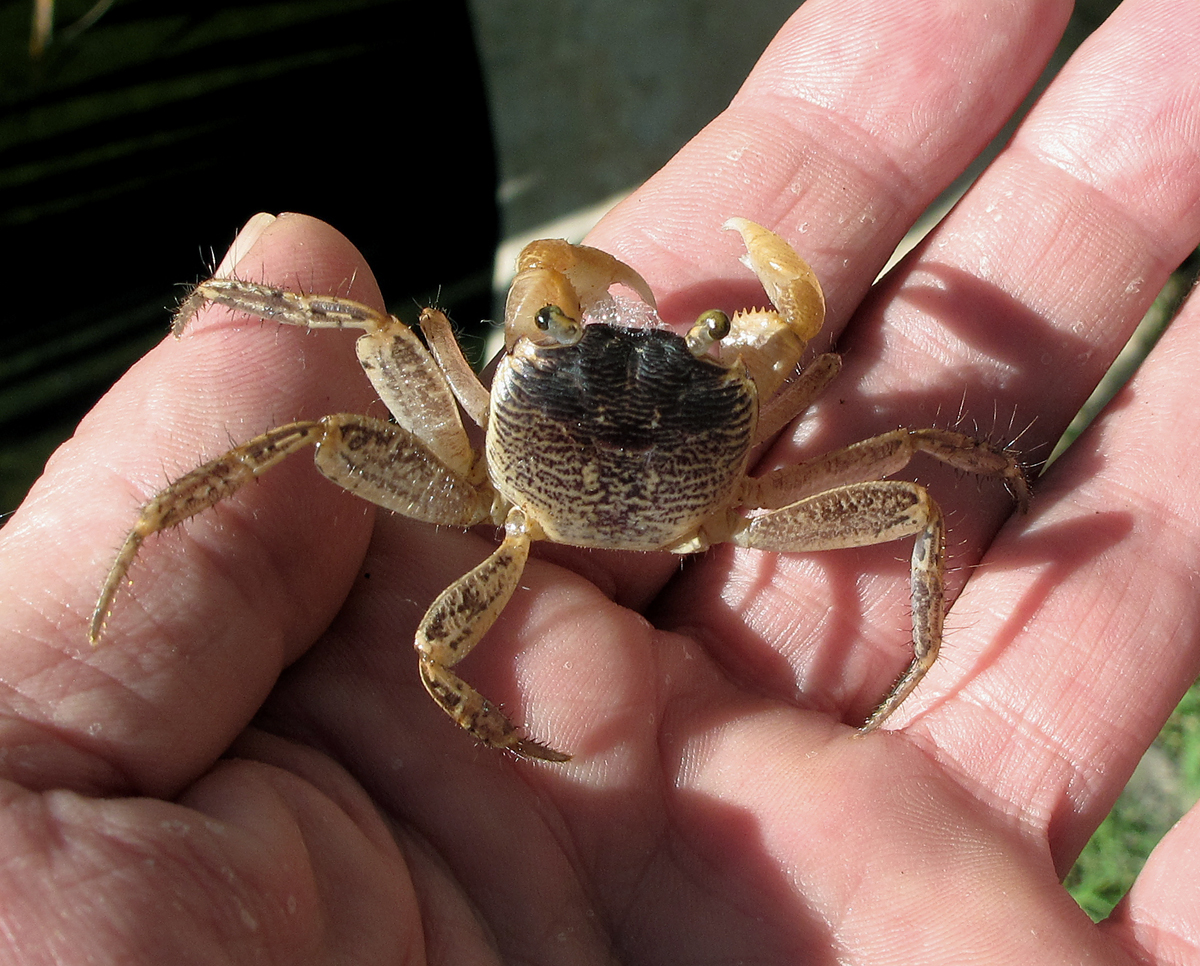
Geograpsus grayi

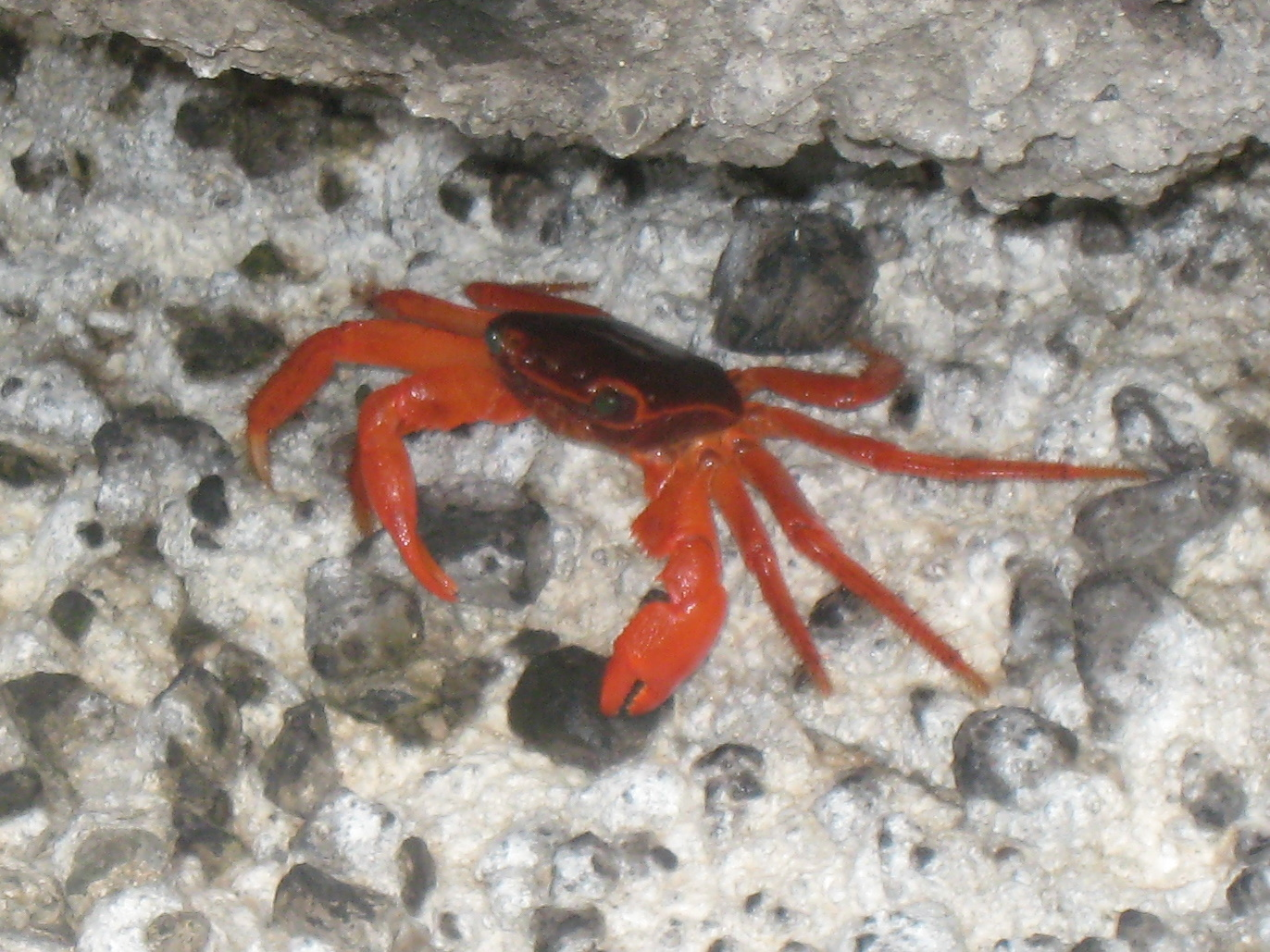
Geograpsus stormi

В 1986 году на пальме Dictyosperma album var. conjugatum, одной из двух сохранившихся на Иль-Ронде пальм этой разновидности, был обнаружен новый для науки вид парножелезистых червецов Asterolecanium dictyospermae (Homoptera: Asterolecaniidae).
В 2002 году был описан новый эндемичный для Иль-Ронда вид бескрылых палочников Apterograeffea marshallae (Phasmatidae), впервые обнаруженных на острове ещё в 1870 году. Возможно, раньше он обитал и на самом Маврикии, но теперь его ареал ограничен только Иль-Рондом.
В 1993 году на островах Иль-Ронд и Иль-о-Серпо был обнаружен новый вид многоножек Scolopendra abnormis (Chilopoda: Scolopendromorpha: Scolopendridae), а в 1995 году, уже только на Иль-Ронде — Rhysida jonesi (Scolopendridae). Тогда же здесь был найден ранее известный только на Мадагаскаре вид Cryptops decoratus (Scolopendromorpha: Cryptopidae).

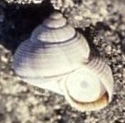
Tropidophora fimbriata var. haemastoma

На Иль-Ронде известны три вида сухопутных десятиногих ракообразных: крабы Geograpsus grayi (Grapsidae), который является обычным, и Geograpsus stormi, являющийся редким, и один вид раков-отшельников, также обычный.
На Иль-Ронде встречается эндемичная разновидность наземной улитки Tropidophora fimbriata var. haemastoma (Gastropoda: Littorinimorpha: Pomatiidae), являющаяся крупнейшей из ныне существующих разновидностей этого вида улиток. Она умеренно обычна на острове. Два других местных вида улиток: Quickia concisa (Stylommatophora: Succineidae) и Gastrocopta seignaciana (Stylommatophora: Gastrocoptidae).
В 2005 году были описаны несколько новых видов одноклеточных эндопаразитов из группы кокцидий, которых отнесли к родау Eimeria. Они были обнаружены на рептилиях Иль-Ронда.
В целом, на острове Иль-Ронд обитает больше исчезающих видов животных и растений на единицу площади, чем на любом другом участке суши в мире.

## Восстановление флоры и фауны
На острове Иль-Ронд осуществляется один из наиболее продолжительных в мире проектов по восстановлению природы островов. В 1957 году Иль-Ронд был объявлен природным заповедником благодаря работе тогдашнего Колониального секретаря Роберта Ньютона («увлечённого наблюдателя птиц») и ещё нескольких лиц, которые осознали опасность со стороны людей, с которой во время гнездования сталкиваются птицы — в основном рыбаков, которые ловили их для употребления в пищу. Множество биологических записей, подтверждающих состояние сохранения и дальнейшие работы, были сделаны Жаном Винсоном, маврикийским зоологом и директором Маврикийского института, который ещё в 1948 году провёл полевое обследование Иль-Ронда, в котором приведено «… первый серьёзный отчёт о его фауне с 1869 года». В 1952, 1954 и 1957 годах Иль-Ронд посетили снова для дальнейших полевых исследований, которые выявили стабильную (хоть и низкую) популяцию растительности, несмотря на коз и кроликов (козы были завезены между 1846 и 1868 годами, в то время как кролики были уже в большом количестве ещё до 1810 года). В 1963 году Винсон вернулся на Иль-Ронд, но был поражён тем, что циклоны 1960 и 1962 годов сильно уменьшили количество пальм и панданов на острове, много видов растений были «практически уничтожены». Винсон понял, что популяция деревьев на острове стала нестабильной после необычайно частых циклонов и эта ситуация усугублялась из-за коз и кроликов, которые паслись на новых ростках, которые должны были заменить поваленные деревья. Если деревья не будут распространяться и покрывать землю, верхний грунт острова Иль-Ронд может легко размыться ветром или дождём, что фактически сделает его экологической пустыней. Имея это в виду, Винсон чётко дал понять, что искоренение инвазивных кроликов и коз имеет первостепенное значение для обеспечения долгосрочного выживания флоры и фауны Иль-Ронда. Чтобы добиться этого, «… он обошёл кабинеты международных природоохранных органов в 1964 году и подал специальный отчёт в МСОП в 1965 году». В результате этого появилась первая статья в международном журнале о сохранении фауны Иль-Ронда. Действия местных органов по уничтожению коз и кроликов также начались вследствие агитации Винсона, но они были слишком эпизодическими, чтобы иметь какое-то реальное влияние, и даже эти местные усилия прекратились после неожиданной смерти Винсона в мае 1966 года.
На протяжении следующего десятилетия вследствие нерегулярной охоты и разных политических препятствий популяции коз и кроликов не подверглись значительному уменьшению, что привело к уменьшению эндемичных популяций деревьев на острове. Однако в 1976 году Джеральд Даррелл и Джерсийский фонд охраны дикой природы (сейчас Фонд охраны дикой природы имени Даррелла) проспонсировали охрану птиц, находящихся под угрозой уничтожения, на Маврикии и экологическую реставрацию Иль-Ронда. В том же году началась систематическая программа по уничтожению коз и кроликов, благодаря которой к 1979 году наконец-то удалось ликвидировать на острове коз, а в 1986 году команда под руководством Дона Мертона уничтожила популяцию кроликов с помощью недавно разработанного яда бродифакум. В 1984 году, когда на Иль-Ронде были уничтожены козы и кролики, Джеральд Даррелл и Джерсийский фонд охраны дикой природы договорились с новым правительством о соглашении по сохранению, которое сначала было сосредоточено на эндемичных позвоночных, но благодаря сотрудничеству удалось расширить взаимодействие в более широких масштабах.
С момента удаления интродуцированных травоядных животных растительное сообщество Иль-Ронда начало активно восстанавливаться. Особенно существенно изменились условия для трёх эндемиков Latania loddigesii, Pandanus vandermeerschii и Hyophorbe lagenicaulis, которые исторически составляли значительную часть леса Иль-Ронда. Это привело к тому, что 6 видов рептилий восстанавливаются совместно с растительным сообществом, это сцинки Leiolopisma telfairii и Gongylomorphus bojerii, гекконы Phelsuma guentheri, Phelsuma ornata и Nactus serpensinsula durrellorum и змея Casarea dussumieri.
В 2002 на острове была основана постоянная исследовательская станция. Её создание позволило начать интенсивные работы по восстановлению естественных лиственных лесов, борьбе с завезёнными сорняками и мониторингу эндемичной фауны.
Остров Иль-Ронд — место интенсивного и непрерывного природоохранного управления и исследований; план управления был разработан для острова в 1989 году. Основные мероприятия включали: объявление заповедником, искоренение коз и кроликов (единственных завезённых млекопитающих), мониторинг изменений после этих искоренений и сопутствующие реабилитационные мероприятия, прополка завезённых растений, высадка на острове местных видов и интродукция исчезающих видов растений из других мест. Основная угроза — растущее доминирование завезённых растений, особенно Cenchrus echinatus и Achyranthes aspera. Desmodium incanum и Desmanthus virgatus, до недавнего времени самые опасные сорняки, оказались под контролем к 1998 году. Браконьерская охота на морских птиц больше не является серьёзной проблемой. Возможная угроза — пожар, поскольку растительный покров увеличивается. Восстановление местной пальмовой саванны является высшим приоритетом управления, и может пройти много лет, прежде чем остров сможет поддерживать местных наземных птиц (если вообще когда-либо сможет). Любая программа переселения таких птиц потребует особенно тщательной оценки возможных последствий для всех других диких животных.

## Современное состояние природы острова
Остров Иль-Ронд сохранил многие из своих первоначальных элементов, хотя торговля черепахами и интродукция кроликов и коз сильно изменили его ландшафт. Несмотря на то, что некоторые местные виды растений сейчас восстанавливаются, большие площади, на которых когда-то росли деревья, по-прежнему остаются бесплодными. На острове восстанавливается сообщество морских птиц и рептилий (за исключением полностью истреблённых черепах). С острова были удалены все завезённые млекопитающие и рептилии, в отличие от Маврикия и других его прибрежных островов. Однако из-за вмешательства человека остров потерял многих из своих прежних видов, в первую очередь черепах и летучих мышей, которые, вероятно, играли ключевую экологическую роль в потравливании и распространении растений.
Козы и кролики, завезённые на остров в девятнадцатом веке, оказали огромное влияние на остров, сократив его растительный покров, вызвав крупномасштабную эрозию почвы и уничтожив естественные лиственные леса. Тем не менее, остров относительно свободен от древесных инвазивных видов, которые вызывают серьёзные проблемы на Маврикии и в других местах. Единственное завезённое древесное растение, присутствующее на Иль-Ронде, — это Desmanthus virgatus, который гораздо менее опасен, чем многие другие виды, обитающие на Маврикии и на других островах.
С исчезновением травоядных млекопитающих на голых территориях теперь обитают местные лианы Ipomoea pes-caprae и Tylophora coriacea, а также интродуцированные виды. Уничтожение растительного покрова, вызванное вмешательством человека, резко снизило устойчивость крутых склонов острова. Почвенные блоки, с которыми впервые экспериментировали в 1993 году, оказались довольно эффективными для сбора почвы, хотя надёжные оценки их эффективности ещё не проводились. Некоторые почвенные блоки были быстро заселены растениями, хотя в основном это завезённые травы и другие растения, но они помогают сохранить почву, которая в противном случае была бы смыта в море.
До недавнего времени остров Иль-Ронд никогда не заселялся на длительное время, хотя различные посетители проводили на острове разное время с девятнадцатого века. Полевая станция и инфраструктура водосбора, возведённые в 2002 году, представляют собой единственные значительные сооружения на острове. Из следов присутствия человека на острове можно найти несколько алюминиевых и железных кольев и колышков для разграничения областей исследования и для палаток, патроны для оружия, оставленные во время уничтожения кроликов и коз и другими стрелковыми группами, а также мушкетные пули и мусор (особенно стеклянные бутылки), оставленный отдыхающими и другими случайными посетителями в прошлом.

## Угрозы для экосистемы
Хрупкость природы острова Иль-Ронд наглядно продемонстрировали разрушения, причинённые завезёнными козами и кроликами. Риск интродукции чужеродных животных, особенно азиатского полупалого геккона (Hemidactylus frenatus), грызунов, землероек и муравьёв, а также сорных растений, становится всё более серьёзной проблемой в связи с увеличением числа посещений острова. Четыре важных новых вида сорняков были обнаружены чуть более чем за десять лет. Это Achyranthes aspera в 1992 году, Heteropogon contortus в 1994 г. и Chromolaena odorata в октябре 2000 года. Первый в настоящее время является одним из основных видов сорняков на Иль-Ронде. В 2006 году было обнаружено ещё одно очень серьёзное и высокоинвазивное растение Mikania micantha. Единственное взрослое растение уже было полно зрелых плодов. Всё растение было задушено толстым чёрным пластиковым покрытием. Стебель был срезан, и растение погибло от тепла пластика. Впоследствии было удалено несколько очень молодых сеянцев, и с тех пор не было замечено ни одного нового растения. Heteropogon по-прежнему очень локализован рядом с районом лагеря и в четырёх других местах на острове. Его возможности расширяются, поскольку для его распространения доступно множество открытых местообитаний. Chromolaena выкорчёвывалась несколько раз на трёх участках. Это один из самых вредных сорняков в мире в тёплых засушливых районах и потенциально может стать самым серьёзным сорняком на острове.
С исчезновением коз и кроликов ряд быстрорастущих чужеродных растений становится серьёзной проблемой на острове. Два завезённых вида, Desmanthus virgatus и Desmodium incannum, по мнению учёных, являются наиболее серьёзной угрозой для растительности острова Иль-Ронд, для их искоренения рекомендуется проводить регулярные прополки (3—4 раза в год).
В течение 2000-х годов на Иль-Ронде произошли изменения в растительном покрове с появлением новых инвазивных видов, которые стали даже более широко распространёнными, чем Desmanthus и Desmodium. Основными видами, вызывающими озабоченность в настоящее время, помимо Desmanthus и Desmodium, являются Achyranthes aspera, Cenchrus echinatus, Abutilon indicum, Conyza canadensis, Dactyloctenium ctenoides и Chloris barbata. Из них Cenchrus и Achyranthes, несмотря на их недавнюю интродукцию в начале 1990-х годов, уже являются доминирующими видами во многих частях острова. Эти виды вполне могут мешать восстановлению некоторых местных видов растений. Есть данные, позволяющие предположить, что местная трава Vetiveria arguta вытесняется преимущественно чужеродными травами, такими как Cenchrus, Dactyloctenium и Chloris barbata. Предполагается, что с появлением гигантских черепах многие завезённые сорняки будут взяты под усиленный контроль.
Считается вполне возможным появление на острове грызунов и азиатских полупалых гекконов, если не будут приняты соответствующие меры предосторожности во время посещения острова или если недалеко от острова произойдёт кораблекрушение. Грызуны, в особенности крысы, могут привести к исчезновению рептилий, птиц и растений, как это было на Маврикии и других островах. Выживание рептилий зависит от отсутствия таких хищников. Охота хищников на птиц также может привести к снижению поступления на остров питательных веществ в форме гуано, что может повлиять на плодородие почвы и численность беспозвоночных. Есть опасения, что появление азиатских полупалых гекконов на острове может привести к исчезновению геккона Nactus durrelli, поскольку первые выгоняют Nactus из убежищ, чем делают их уязвимыми перед хищниками. Кроме того, азиатские полупалые гекконы очень агрессивны по отношению к Nactus.
Утрата почвы и сокращение растительного покрова на острове также повлияли на сообщество рептилий. Хотя большинство видов рептилий, похоже, оказались очень устойчивыми к резким изменениям окружающей среды, произошедшим на острове за последние два столетия, по крайней мере один вид, удав болиерия, скорее всего, вымер. Кроме того, были истреблены эндемичные маврикийские гигантские черепахи (Geochelone spp.).
До строительства полевой станции и постоянного присутствия исследователей на острове регулярно регистрировались случаи браконьерства на морских птиц. На птиц охотились ради мяса, которое некоторые считали афродизиаком, и была информация, что этот деликатес был в меню нескольких ресторанов на севере Маврикия.
Некоторые виды рептилий острова, вероятно, будут иметь очень небольшую генетическую изменчивость на уровне популяции, что может сделать их очень чувствительными к экологическим изменениям на острове.
Растущий травяной покров на острове повысил его уязвимость для пожаров. Недавно завезённая трава Heteropogon contortus особенно склонна к возгоранию, как это было показано в некоторых частях Маврикия, где она ежегодно горит (случайно или преднамеренно) в сухой сезон. Мерами для предотвращения возникновения пожара на острове считаются введение ограничения курения, установка противопожарного оборудования, предотвращение разбрасывание стеклянных бутылок и т. д.
Физический ландшафт острова Иль-Ронд также очень хрупкий. Вулканический туф очень рыхлый, легко раскалывается и может быть повреждён вытаптыванием. Это делает остров непригодным для посещения большими группами посетителей. Обнажённая почва подвержена влиянию сильного ветра и проливных дождей, которые вызывают серьёзные проблемы с эрозией почвы на острове.